# Gouzel Iakhina
Gouzel Chamiliovna Iakhina (tatar : Гүзәл Яхина), née le 1er juin 1977 à Kazan, est une écrivaine russe, auteure du roman Zouleikha ouvre les yeux consacré à la dékoulakisation des années 1930, lauréate du Prix Bolchaïa Kniga et lauréate du Prix Iasnaïa Poliana (ru).

## Biographie
Gouzel Iakhina est née à Kazan le 1er juin 1977, dans la famille d'un médecin et d'un ingénieur. Elle étudie au lycée de physique et de mathématiques n° 131 et à l'école d'art. Elle est diplômée de la faculté de langues étrangères de l'Institut pédagogique d'État de Kazan. Elle s'intéresse dès sa scolarité au cinéma et aux scénarios.
À partir de 1999, elle vit à Moscou et  travaille dans le domaine des relations publiques, de la publicité et du marketing. Elle est diplômée du département de scénarisation de l'École de cinéma de Moscou (2015),. Elle publie dans les magazines Neva (ru) et Oktyabr. Des chapitres de son premier roman Zouleikha ouvre les yeux (ru) paraissent dans la revue Lumières de Sibérie (ru). Après une série de tentatives infructueuses pour trouver indépendamment un éditeur, Iakhina s'adresse à une agence littéraire. Avec cette aide, son roman parait et a un grand succès.
En avril 2018, ce premier roman a déjà été traduit dans 20 langues.
Elle a écrit trois textes pour l'épreuve de Dictée totale (en) en 2018, pour trois fuseaux horaires différents, appelés Matin, Après-midi et Soir. Ils ont été inclus dans le roman Mes enfants.
Le 1er mars 2019, elle est nommée pour le Prix Bolchaïa Kniga.

## Œuvres

### Nouvelles
- (ru) « Мотылек » [« Papillon »], Neva, no 2,‎ 2014 (lire en ligne).Traduction française : « Papillon » (trad. Filip Noubel), Andert-et-Condon, Editions Jentayu, 2021, p. 177-217  (ISBN 979-10-96165-07-0)
- (ru) « Винтовка » [« Le fusil »], Oktyabr, no 5,‎ 2015 (lire en ligne).

### Scénarios
- (ru) Подарок [« Don »],‎ 2016[10].

### Romans
- (ru) Зулейха открывает глаза [« Zouleïka ouvre les yeux »], Moscou, АСТ,‎ 2015, 506 p. (ISBN 978-5-17-090436-5).
  - Traduction française : Zouleikha ouvre les yeux  (trad. Maud Mabillard), Paris, Noir sur Blanc, 2017, 465 p. (ISBN 978-2-88250-470-8 et 2882504705)[11].

- (ru) Дети мои, 2020 Traduction française : Les Enfants de la Volga (trad. Maud Mabillard), Lausanne/Paris, Noir sur Blanc, 2021, 505 p.  (ISBN 978-2-88250-694-8) ; réédition, Paris, Libretto, 2023  (ISBN 978-2-36914-830-2)
- (ru) Эшелон на Самарканд [« Convoi pour Samarcande »], Moscou, АСТ,‎ 2021, 512 p. (ISBN 978-5-17-135479-4).
  - Traduction française : Convoi pour Samarcande  (trad. Maud Mabillard), Paris, Noir sur Blanc, 2023, 477 p. (ISBN 978-2-88250-860-7 et 2882508603)[12]

## Critiques
L'éventail des appréciations de l'œuvre de Gouzel Iakhina est large, de très positives à très négatives chez certains critiques tatars.
Ruslan Aïsin considère le roman Zouleikha ouvre les yeux comme une apologie de l'immoralité et la trahison, puisque le jeune héros Ioussouf prend le nom de l'homme qui a tué son père et parce que le roman, selon le critique, ne montre pas l'effrayante réalité des camps de cette époque,.
Pavel Bassinski souligne que « Le style de Gouzel Iakhina est dur. Des phrases courtes, un minimum de détails, rien de superflu ».
Galina Iouzefovitch écrit qu'à côté de passages brillamment écrits, il y a dans le texte de Gouzel Iakhina, des vides et des pointillés à peine marqués - cette caractéristique étant attribuée au passé de scénariste de l'auteure.

## Prix littéraires
- 2015 - Lauréate du prix du Livre de l'année («Книга года») pour Zouleikha ouvre les yeux
- 2015 - Lauréate du prix Iasnaïa Poliana (ru), nomination «XXIe siècle» (pour le roman Zouleikha ouvre les yeux)
- 2015 - Lauréate du Prix Bolchaïa Kniga pour Zouleikha ouvre les yeux[18],[19]
- 2016 - Lauréate du prix Cyrano, nomination comme meilleur écrivain
- 2017 - Prix de la rentrée littéraire de la Transfuge (revue)[20]
- 2017 - Lauréate du prix du lecteur (ru), pour Zouleikha ouvre les yeux,
- 2018 - Lauréate du prix Snob (Сноб), pour le roman Mes enfants.